# Ancelle del Sacro Cuore di Gesù di San Giuseppe
Le Ancelle del Sacro Cuore di Gesù di San Giuseppe (sigla A.S.C.) sono un istituto religioso femminile di diritto pontificio.
Furono fondate a Imola dalla Venerabile Lucia Noiret nel 1876. La sede generalizia è in via Augusto Murri 74 a Bologna. Superiora generale dell'istituto è Suor Tiziana Pasini. Le ancelle sono 48 e vivono in 11 case religiose.

## Storia

### La fondatrice
Georgine Noiret nacque, ultima di tredici figli, a Chambéry, nella Savoia, il 27 gennaio 1832. Scopre la vocazione religiosa da adolescente. Dopo il compimento dei diciott'anni entra nel convento delle Suore di Carità (congregazione fondata da Sant'Antida Thouret nel 1799) di Chambéry. Svolge il primo anno di noviziato in Italia, a Napoli. Veste l'abito religioso come novizia il giorno di Natale 1850 e quello di suora di carità l'8 dicembre 1851. Prende il nome di suor Lucia.
Il noviziato delle suore di carità dura cinque anni. Suor Lucia trascorre i restanti quattro a Imola, cittadina romagnola nell'allora Stato Pontificio, dove la congregazione ha fondato nel 1843 il «Conservatorio di San Giuseppe». Terminato il noviziato, il 25 marzo 1856 suor Lucia pronuncia i voti. La sua missione continua presso la Comunità di San Giuseppe. Qui Suor Lucia assiste le orfane (cui fornisce sia l'educazione religiosa che la formazione scolastica), e le giovani madri che sono state abbandonate dalle famiglie di appartenenza.
La proclamazione del Regno d'Italia (1861) e l'annessione di Roma (1870) determinano, soprattutto in Romagna un clima di avversione per la Chiesa. L'amministrazione del San Giuseppe, fortemente laicista, non contribuisce a rasserenare la situazione, anzi la esaspera. Suor Lucia ne fa le spese quando le viene imposta un'alternativa secca: lasciare il proprio ordine monastico o abbandonare la Comunità di San Giuseppe. È il 1873. Suor Lucia, dopo essersi consultata con la madre provinciale, decide di lasciare la Comunità e rimanere nell'ordine trasferendosi in un altro convento. Ma il giorno in cui deve prendere il treno viene fermata con la forza e fatta tornare indietro dal presidente dell'amministrazione del San Giuseppe. Suor Lucia deve accettare obtorto collo la nuova situazione: rimane al San Giuseppe a svolgere il lavoro di educatrice ma non può più fare la vita monastica. Il piano di Dio si rivela diverso da quello che lei aveva pensato.
Nel 1877 il consiglio d'amministrazione nomina suor Lucia direttrice del Conservatorio di San Giuseppe. Intraprendente per natura, si rivolge alle ex consorelle di Chambéry. Giungono a Imola: Teresa Papotti, che veste l'abito religioso con nome di suor Giuseppina e Maria Augusta Gaiffier, che diventa suor Maria Pia. Le nuove arrivate coadiuvano suor Lucia nel lavoro di educatrice.
Durante un viaggio a Chambéry si ferma a Torino, dove riesce ad avere un colloquio con don Bosco. In una lettera il futuro santo le scriverà:
(G. Onofri, p. 45)
Negli anni successivi si delinea nella sua mente il disegno di una congregazione religiosa destinata a svolgere un'opera simile a quella che sta svolgendo a Imola, ma che non dipenda dallo Stato per il suo sostentamento. Il disegno prende corpo nel 1879. Il 19 giugno, giorno della festa liturgica del Sacro Cuore, le prime tre suore vanno a vivere con Madre Lucia nella nuova congregazione: sono Giuseppina Papotti, Maria Pia Gaiffier e Maria Angelica Didier. La congregazione è fondata sulla spiritualità del Sacro Cuore di Gesù e ha come carisma proprio quello di «far conoscere a tutti la bontà e la misericordia di Dio comunicando in ogni situazione coraggio e fiducia in Gesù Salvatore e aiutando i fratelli a divenire cooperatori della redenzione e testimoni di riconciliazione fraterna nella società».
Il 17 marzo 1899, un venerdì, muore Madre Noiret. Al suo funerale, celebrato a Imola, accorrono migliaia di persone e molti negozi restano chiusi in segno di lutto. Il suo insegnamento è racchiuso in questa massima:
Il 15 ottobre 2000 il vescovo di Imola Giuseppe Fabiani aprì la Causa di beatificazione e canonizzazione della Serva di Dio. La fase diocesana si è conclusa il 31 ottobre 2009. È stata poi avviata la fase romana presso la Congregazione delle cause dei santi. Il 9 aprile 2022 Lucia Noiret è stata proclamata Venerabile.

### Vita della congregazione
Madre Lucia predispone che le sue consorelle abbiano una solida preparazione in campo educativo. Esse conseguono il diploma di maestra elementare; inoltre, su consiglio della superiora, imparano a suonare uno strumento.
Nel 1886 Madre Lucia propone al vescovo di Imola di chiamare la congregazione «Ancelle del Sacro Cuore». Monsignor Luigi Tesorieri accetta ed aggiunge «sotto la protezione di San Giuseppe». È, forse non a caso, il 19 marzo. Successivamente le suore elaborano una regola.
Il 1º luglio 1889 viene aperta la seconda casa della congregazione a Riolo Bagni, centro della diocesi di Imola situato nell'appennino faentino. Comprende la scuola per l'infanzia (la prima in assoluto di Riolo), la scuola elementare e la scuola di lavori femminili. La struttura è retta da suor Giuseppina Papotti. A Imola, intanto, dopo ripetuti avvertimenti, l'amministrazione del San Giuseppe (in mano al Comune) proibisce l'arrivo di nuovo personale religioso. Madre Lucia decide di abbandonare progressivamente la città e di trasferirsi a Riolo. La residenza riolese diventa la sede di noviziato della congregazione. Nel 1891 tutte le suore si trasferiscono nel collegio di Riolo.
Negli anni seguenti viene aperta una casa a Brisighella (altro centro collinare dell'Appennino faentino, nella diocesi di Faenza). Confortate dai successi ottenuti e rafforzate nel loro zelo missionario, nel 1897 le suore decidono di prendere in affitto un'abitazione nel capoluogo regionale, Bologna, per aprirvi un educandato e una scuola per alunne esterne. Dopo approfondite ricerche, viene scelta una casa con giardino situata fuori Porta Santo Stefano, Villa Banzi. Anche a capo di questo collegio viene posta suor Giuseppina Papotti, che gode della piena fiducia di Madre Lucia. Nel 1898 il vescovo di Cesena affida alle suore della congregazione la Piccola Casa della Divina Provvidenza, un'opera di carattere assistenziale molto nota in città. Le Ancelle rimarranno nell’opera fino al 1980.
Dopo la morte della fondatrice, la nuova superiora, madre Giuseppina Papotti, trasferisce la casa generalizia da Imola a Villa Banzi; l'anno dopo viene trasferita a Bologna anche la sede del noviziato (da Riolo Bagni). Sostenute dall'arcivescovo Domenico Svampa le Ancelle del Sacro Cuore aprono una casa a Finale Emilia (ottobre 1900).
Nel settembre 1902 l'amministrazione socialista dell'Orfanotrofio di San Giuseppe (aveva cambiato nome poiché era stato chiuso l'educandato) guidata da Romeo Galli impone alle religiose del Sacro Cuore l'allontanamento dall'istituto. Finisce la lunga relazione con il luogo che fu la culla della congregazione. Negli anni seguenti nuove fondazioni si susseguono, a testimonianza della vitalità della congregazione.
Nel 1916 la congregazione ottiene il «Decreto di lode» da parte di papa Benedetto XV. Nel 1937 papa Pio XI approva le costituzioni della congregazione.
Nel 1968 si inaugura quella che è ad oggi l'esperienza apostolica più importante della congregazione accanto al lavoro educativo, ossia la missione in America Latina. Un gruppo di ancelle giunge in Guatemala, cui tre anni dopo segue un altro gruppo che si stabilisce nel vicino Messico (1971). A due Paesi si aggiunge poi, nel 2018, una missione El Salvador. Oggi le ancelle operano:
- in Messico: nella periferia di Città del Messico le missioni di Santa Rosa, di Netzahualcoyotl e di Ixtlahuaca;
- in Guatemala: nelle missioni di Campur (nell'Alta Verapaz, dal 1971), San Juan Chamelco (iniziata nel 1980) e Ixcan (diocesi di Quiché, dal 1996);
- in El Salvador: nel municipio di Nueva Trinidad.

Nel 1979 è stato ricordato il centenario della congregazione. Le celebrazioni si sono tenute a Villa Banzi (rinominato «Istituto San Giuseppe») dal 12 al 19 ottobre.
Il 15 ottobre 2000 il vescovo di Imola Tommaso Ghirelli ha aperto il processo di canonizzazione per la fondatrice della congregazione. Da allora Madre Lucia Noiret è Serva di Dio. Superiora generale è madre Emanuela Guidi. 
Dopo un necessario ridimensionamento del numero delle case religiose, ad oggi in Italia la congregazione è presente a Bologna, Riolo Terme (RA), San Carlo (frazione del comune di Cesena), Roma e Carpino (FG). A Roma, nel Municipio V (ex VI), la congregazione opera da oltre 80 anni; presso l'istituto "Lucia Noiret" si trovano una scuola dell'infanzia ed una scuola primaria. 
La congregazione conserva la memoria di alcune religiose di particolare rilievo, fra cui Suor Teresa Cimatti, morta prematuramente per malattia, e due superiore generali: Enrica Ghinassi, originaria di Riolo Terme, ed Emanuela Guidi.